# Acid Black Cherry
Acid Black Cherry (kurz A.B.C.) ist ein Soloprojekt des japanischen Sängers Yasu (Janne Da Arc).

## Geschichte
Im Mai 2007 begann Yasu sein Soloprojekt Acid Black Cherry. Mit seiner ersten Single Spell Magic landete er in Japan auf Platz 4 in den Oricon-Single-Charts. Am 26. September 2007 folgte die zweite Single Black Cherry und am 28. November 2007 die dritte Single Aishitenai 愛してない. Die vierte Single Fuyu no maboroshi 冬の幻 kam dann 2008 auf den Markt.
Das erste Album Black List wurde am 20. Februar 2008 veröffentlicht. Zur Unterstützung kamen zwei Gast-Musiker zu diesem Album dazu: Daita (Ex-Mitglied von Siam Shade fame) an der Gitarre und Jun-Ji (ebenfalls Ex-Mitglied von Siam Shade fame) am Schlagzeug. Am 27. August 2008 veröffentlichte A.B.C. ihre fünfte Single 20+∞Century Boys und am 19. November 2008 wurde die sechste Single Jigsaw ジグソー veröffentlicht und erreichte Platz 3 der Japan's Top 50 Songs. Die siebte Single Nemurihime 眠り姫 folgte dann am 18. Februar 2009. Yasashii uso 優しい嘘, die achte Single, kam am 29. Juli 2009 raus. Das zweite Album Q.E.D. wurde am 26. August 2009 veröffentlicht. Zu diesem Album wurde eine Geschichte auf der offiziellen Website von Acid Black Cherry veröffentlicht. In dieser Geschichte geht es um einen Mordfall und die Suche nach dem Mörder. Im Jahr 2010 kam nun die neunte Single Re:birth raus. Der Song wurde als Opening für das Spiel Another Century's Episode: R benutzt.

## Diskografie

### Studioalben
| Jahr | Titel             | Höchstplatzierung, Gesamtwochen, AuszeichnungChartsChartplatzierungen (Jahr, Titel, Platzierungen, Wochen, Auszeichnungen, Anmerkungen) | Anmerkungen                            |
| Jahr | Titel             | JP | Anmerkungen                            |
| ---- | ----------------- | --- | -------------------------------------- |
| 2008 | Black List        | JP2 Gold · (23 Wo.)JP | Erstveröffentlichung: 20. Februar 2008 |
| 2009 | Q.E.D.            | JP2 Gold · (13 Wo.)JP | Erstveröffentlichung: 26. August 2009  |
| 2012 | 『2012』          | JP1 Gold · (39 Wo.)JP | Erstveröffentlichung: 31. März 2012    |
| 2015 | L -el-            | JP2 Gold · (32 Wo.)JP | Erstveröffentlichung: 25. Februar 2015 |
| 2017 | Acid Blood Cherry | JP1 (9 Wo.)JP | Erstveröffentlichung: 21. Juni 2017    |

### Coveralben
| Jahr | Titel        | Höchstplatzierung, Gesamtwochen, AuszeichnungChartsChartplatzierungen (Jahr, Titel, Platzierungen, Wochen, Auszeichnungen, Anmerkungen) | Anmerkungen                           |
| Jahr | Titel        | JP | Anmerkungen                           |
| ---- | ------------ | --- | ------------------------------------- |
| 2008 | Recreation   | JP3 (7 Wo.)JP | Erstveröffentlichung: 21. Mai 2008    |
| 2010 | Recreation 2 | JP7 (10 Wo.)JP | Erstveröffentlichung: 30. Juni 2010   |
| 2013 | Recreation 3 | JP3 (13 Wo.)JP | Erstveröffentlichung: 6. März 2013    |
| 2017 | Recreation 4 | JP5 (12 Wo.)JP | Erstveröffentlichung: 25. Januar 2017 |

### Livealben
| Jahr | Titel                                 | Höchstplatzierung, Gesamtwochen, AuszeichnungChartsChartplatzierungen (Jahr, Titel, Platzierungen, Wochen, Auszeichnungen, Anmerkungen) | Anmerkungen                            |
| Jahr | Titel                                 | JP | Anmerkungen                            |
| ---- | ------------------------------------- | --- | -------------------------------------- |
| 2012 | Acid Black Cherry Tour『2012』Live CD | JP5 (8 Wo.)JP | Erstveröffentlichung: 17. Oktober 2012 |
| 2016 | 2015 arena tour L-エル- Live CD       | JP2 (10 Wo.)JP | Erstveröffentlichung: 27. Januar 2016  |

### Singles
| Jahr | Titel Album                                                                                    | Höchstplatzierung, Gesamtwochen, AuszeichnungChartsChartplatzierungen (Jahr, Titel, Album, Platzierungen, Wochen, Auszeichnungen, Anmerkungen) | Anmerkungen                              |
| Jahr | Titel Album                                                                                    | JP | Anmerkungen                              |
| ---- | ---------------------------------------------------------------------------------------------- | --- | ---------------------------------------- |
| 2007 | Spell Magic Black List                                                                         | JP4 Gold (Digital) · (14 Wo.)JP | Erstveröffentlichung: 18. Juli 2007      |
| 2007 | Black Cherry Black List                                                                        | JP2 Platin (Digital) · (13 Wo.)JP | Erstveröffentlichung: 26. September 2007 |
| 2007 | Aishitenai (愛してない) I Don’t Love You Black List                                            | JP2 Gold (Mobile Downloads) · (10 Wo.)JP | Erstveröffentlichung: 28. November 2007  |
| 2008 | Fuyu no Maboroshi (冬の幻) Winter Phantom Black List                                           | JP2 Gold (Mobile Downloads) · (7 Wo.)JP | Erstveröffentlichung: 16. Januar 2008    |
| 2008 | 20+∞Century Boys Q.E.D                                                                         | JP4 (7 Wo.)JP | Erstveröffentlichung: 27. August 2008    |
| 2008 | Jigsaw (ジグソー) Q.E.D                                                                        | JP3 (10 Wo.)JP | Erstveröffentlichung: 26. November 2008  |
| 2009 | Nemurihime (眠り姫) Sleeping Princess Q.E.D                                                    | JP2 Gold (Mobile Downloads) · (9 Wo.)JP | Erstveröffentlichung: 18. Februar 2009   |
| 2009 | Yasashii uso (優しい嘘) Kind Lie Q.E.D                                                         | JP4 Gold (Digital) · (6 Wo.)JP | Erstveröffentlichung: 29. Juli 2009      |
| 2010 | Re:birth 『2012』                                                                              | JP2 Gold (Digital) · (9 Wo.)JP | Erstveröffentlichung: 18. August 2010    |
| 2011 | Shoujo no Inori III (少女の祈り) Girl’s Prayer 『2012』                                        | JP4 (7 Wo.)JP | Erstveröffentlichung: 8. Juni 2011       |
| 2011 | Pistol (ピストル) 『2012』                                                                     | JP3 (13 Wo.)JP | Erstveröffentlichung: 21. September 2011 |
| 2011 | Shangri-la (シャングリラ) 『2012』                                                             | JP5 (16 Wo.)JP | Erstveröffentlichung: 19. Oktober 2011   |
| 2011 | Chou (蝶) Butterfly 『2012』                                                                   | JP3 (14 Wo.)JP | Erstveröffentlichung: 16. November 2011  |
| 2011 | Crisis 『2012』                                                                                | JP3 (10 Wo.)JP | Erstveröffentlichung: 21. Dezember 2011  |
| 2012 | Yes (イエス) 『2012』                                                                          | JP3 Platin (Digital) · (10 Wo.)JP | Erstveröffentlichung: 18. Januar 2012    |
| 2013 | Greed Greed Greed L -el-                                                                       | JP4 (16 Wo.)JP | Erstveröffentlichung: 7. August 2013     |
| 2013 | Kuro Neko ~Adult Black Cat~ (黒猫) L -el-                                                      | JP3 Gold (Digital) · (15 Wo.)JP | Erstveröffentlichung: 20. November 2013  |
| 2014 | Kimi ga Inai, Ano Hi Kara... (君がいない、あの日から...) You’re Not Here, From That Day L -el- | JP2 (13 Wo.)JP | Erstveröffentlichung: 11. März 2014      |
| 2014 | Incubus L -el-                                                                                 | JP2 (11 Wo.)JP | Erstveröffentlichung: 22. Oktober 2014   |

Weitere Lieder
- 2011: 1/3 Pure Emotion (JP: Gold (Digital))

### Videoalben
| Jahr | Titel                                                           | Höchstplatzierung, Gesamtwochen, AuszeichnungChartsChartplatzierungen (Jahr, Titel, Platzierungen, Wochen, Auszeichnungen, Anmerkungen) | Anmerkungen                            |
| Jahr | Titel                                                           | JP | Anmerkungen                            |
| ---- | --------------------------------------------------------------- | --- | -------------------------------------- |
| 2008 | 2008 Tour “Black List”                                          | JP2 (10 Wo.)JP | Erstveröffentlichung: 27. August 2008  |
| 2010 | Acid Black Cherry 2009 Tour “Q.E.D.”                            | JP5 (9 Wo.)JP | Erstveröffentlichung: 24. März 2010    |
| 2011 | 2010 Live “Re:birth” ～Live at Osaka-Jo Hall～                  | JP64 (2 Wo.)JP | Erstveröffentlichung: 26. Januar 2011  |
| 2011 | 2010 Live “Re:birth” ～Live at Yokohama Arena～                 | JP50 (3 Wo.)JP | Erstveröffentlichung: 26. Januar 2011  |
| 2011 | 2010 Live “Re:birth” ～Live at Yokohama Arena & Osaka-Jo Hall～ | JP5 (5 Wo.)JP | Erstveröffentlichung: 26. Januar 2011  |
| 2012 | Acid Black Cherry Tour 『2012』                                 | JP2 (16 Wo.)JP | Erstveröffentlichung: 17. Oktober 2012 |
| 2013 | Acid Black Cherry 5th Anniversary Live “Erect”                  | JP1 (14 Wo.)JP | Erstveröffentlichung: 17. Juli 2013    |
| 2016 | 2015 Livehouse Tour S -esu-                                     | JP3 (8 Wo.)JP | Erstveröffentlichung: 17. Februar 2016 |
| 2016 | 2015 Arena Tour L -el-                                          | JP3 (11 Wo.)JP | Erstveröffentlichung: 16. März 2016    |
| 2017 | 10th Anniversary Live History -Best-                            | JP4 (15 Wo.)JP | Erstveröffentlichung: 22. März 2017    |
| 2017 | L -el-                                                          | JP20 (3 Wo.)JP | Erstveröffentlichung: 9. August 2017   |